# Nikki SooHoo
Nicole SooHoo (Califórnia, 20 de agosto de 1988) é uma atriz norte-americana.

## Biografia
Nikki frequentou a Orange County High School of the Arts e está atualmente na Universidade da Califórnia em Los Angeles.
Ficou conhecida ao interpretar a ginasta "Wei Wei" na comédia teen de 2006, Virada Radical e "Fiona Lanky" na série do Disney Channel, Phil of the Future. SooHoo também fez uma das três principais protagonistas do quinto filme da série Teenagers - As Apimentadas, As Apimentadas: Ainda Mais Apimentadas. Em 2006 SooHoo interpretou "Sue Ling" na série de TV, The War at Home.
Estrelou em 2009 o filme Um Olhar do Paraíso no papel de "Holly".

## Filmografia
| Filmes | Filmes                                 | Filmes                           | Filmes         |
| Ano    | Título                                 | Papel                            | Notas          |
| ------ | -------------------------------------- | -------------------------------- | -------------- |
| 2004   | Fields of Mudan                        | Lin                              | Curta-Metragem |
| 2005   | East of Normal, West of Weird          | Becca                            | TV Movie       |
| 2005   | Testing Bob                            | Spirited Cheerleader             | TV Movie       |
| 2006   | Virada Radical!                        | Wei Wei Yong                     |                |
| 2009   | As Apimentadas: Ainda Mais Apimentadas | Christina                        |                |
| 2009   | Um Olhar No Paraiso                    | Holly                            |                |
| 2009   | A Marriage                             | Amelia                           | TV Movie       |
| 2012   | Music High                             | Natasha                          |                |
| 2013   | Crush                                  | Maya                             |                |
| 2013   | Whistle While I Work It                | VIP Doorgirl                     | Video curto    |
| 2014   | Room 731                               | Mai                              | Pós-produção   |
| 2015   | Chalk It Up                            | Cali                             | Pós-produção   |
| 2015   | Run For Roxanne                        |                                  | Pré-produção   |
| 2015   | La Migra                               | Detective Tracy Jensen / Natasha | Pós-produção   |
| 2015   | Fearless                               | Natasha                          |                |
| 2016   | A Band of Thieves: A McGuffin Tale     | Thief Two                        |                |
| Séries |                                        |                                  |                |
| Ano    | Título                                 | Papel                            | Notas          |
| 2005   | Phil of the Future                     | Fiona Lanky                      | 1 episódio     |
| 2006   | Drake & Josh                           | Adolescente                      | 1 episódio     |
| 2006   | The War at Home                        | Sue Ling                         | 1 episódio     |
| 2007   | The Suite Life of Zack and Cody        | Garota do bar                    | 1 episódio     |
| 2009   | Private Practice                       | Kelli                            | 1 episódio     |
| 2010   | No Ordinary Family                     | Lisa                             | 1 episodio     |
| 2014   | Pretty Little Liars                    | Brenda                           | 1 episodio     |
| 2014   | Annie Undocumented                     | Annie                            |                |
| 2015   | Casual                                 | Mae-Yi                           | 2 episodios    |